# Kilife Uele
Kilife Uele (Tonga; 14 de noviembre de 1974) es un exfutbolista de Tonga que jugaba en la posición de centrocampista. Actualmente es el jugador con más partidos con la selección nacional y actualmente es el entrenador asistente del Veitongo FC.

## Carrera

### Club
Jugó toda su carrera con el Veitongo FC de 1997 a 2019, equipo con el que ganó cinco campeonatos nacionales como jugador y uno como asistente, además de haber participado en tres ocasiones en la Liga de Campeones de la OFC.

### Selección nacional
Jugó para Tonga de 1997 a 2019 en 26 partidos y anotó tres goles, uno de ellos en la victoria ante Samoa Americana en la victoria por 7-2 por la clasificación de OFC para la Copa Mundial de Fútbol de 2002. Es el segundo futbolista más viejo en anotar un gol en un partido oficial.

#### Goles internacionales
| #  | Fecha     | Sede                                            | Rival           | Marcador | Resultado | Torneo                                                    |
| -- | --------- | ----------------------------------------------- | --------------- | -------- | --------- | --------------------------------------------------------- |
| 1. | 12-3-2002 | National Soccer Stadium, Apia, Samoa            | Samoa Americana | 4–1      | 7–2       | Clasificación para la Copa de las Naciones de la OFC 2002 |
| 2. | 5-7-2003  | Vodafone Ratu Cakobau Park, Nausori, Fiyi       | Micronesia      | 7–0      | 7–0       | Juegos del Pacífico Sur de 2003                           |
| 2. | 9-12-2017 | Port Vila Municipal Stadium, Port Vila, Vanuatu | Nueva Caledonia | 2–3      | 2–4       | Mini Juegos del Pacífico 2017                             |

### Entrenador
Uele fue director técnico en la Asociación de Fútbol de Tonga en 2005 de manera paralela con su carrera de jugador. Uele dirigió a la selección femenil que fue subcampeón en el Campeonato Femenino de la OFC 2007. Uele también dirigió a selección femenil sub-19 que fue finalista en el Campeonato Femenino Sub-20 de la OFC 2006, donde perdieron 0-6 ante Nueva Zelanda en la final. Antes de la pandemia de COVID-19 en 2020, Uele cooperó con un proyecto para llevar el fútbol femenil a las islas más alejadas de Tonga. A finales de 2020, Uele se enfocó en la Copa Mundial Femenina de Fútbol de 2023.</ref>

## Logros

### Como jugador
- Primera División de Tonga: 5

2015, 2016, 2017, 2019

### Como Entrenador
- Campeonato Femenino de la OFC

- : 1

2007
- Campeonato Femenino Sub-20 de la OFC

- : 1

2006
- Primera División de Tonga: 1

2021